# João Duarte
Pour les articles homonymes, voir Duarte, João Pinto (homonymie), Pinto, Sequeira et João Silva.
João Duarte Pinto Sequeira Silva, plus connu sous le nom de João Duarte, était un footballeur portugais né le 7 décembre 1975 à Guimarães. Il évoluait au poste de défenseur central.

## Biographie
João Duarte joue principalement en faveur du Moreirense FC et de l'Associação Oliveirense. 
Au cours de sa carrière, il dispute un total de 30 matchs en 1re division portugaise et 212 matchs en 2e division portugaise.

## Carrière
- 1995-1996 :  GD Pevidém
- 1996-1997 :  FC Tirsense
- 1997-2003 :  Moreirense FC
- 2003-2004 :  CD Santa Clara
- 2004-2005 :  Paços de Ferreira
- 2005-2006 :  FC Vizela
- 2006-2008 :  Moreirense FC
- 2008-2011 :  Associação Oliveirense[1]

## Statistiques
- 30 matchs et 1 but en 1re division portugaise
- 212 matchs et 10 buts en 2e division portugaise